# Albion (Washington)
Pour les articles homonymes, voir Albion.
Albion est une ville (town) située dans le comté de Whitman, dans l'État de Washington, aux États-Unis.

## Histoire
Albion a été colonisée pour la première fois en 1871 par Levi Reynolds, et a été plantée en 1883. La ville était connue sous le nom de Guy, jusqu'en 1901, lorsqu'un habitant a insisté pour changer le nom de la ville en l'honneur de Sir Francis Drake, qui a nommé la région Nova Albion (Nouvelle-Angleterre),. Albion a été officiellement constituée le 4 mars 1910.

## Géographie

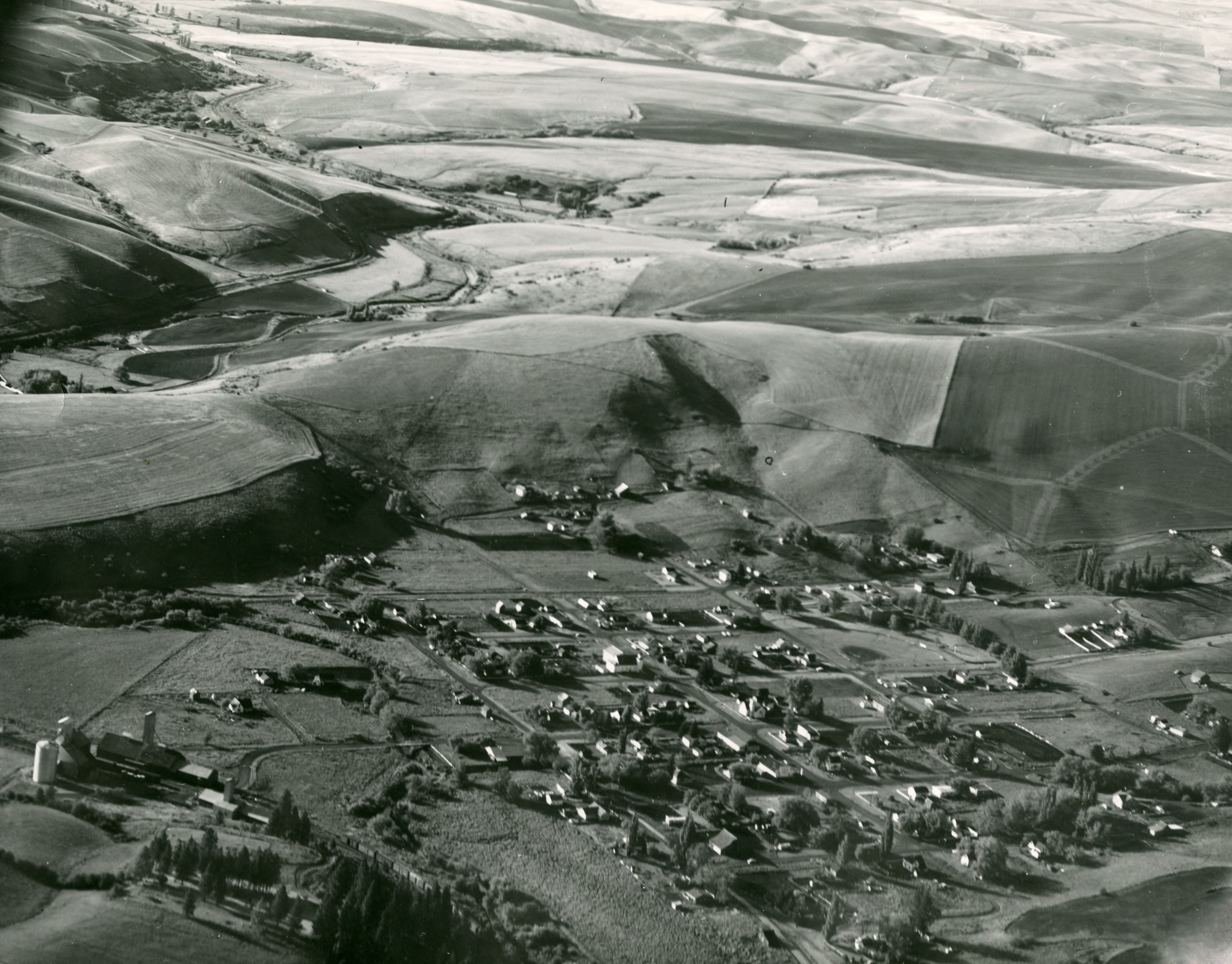
Vue aérienne d'Albion, vers 1950.

Selon le Bureau du recensement des États-Unis, la ville a une superifice totale de 0,93 km2, uniquement terrestre.
Cette région connaît des étés chauds (mais pas excesivement) et secs, sans que la moyenne des températures mensuelles ne dépasse 22,1 °C. Selon le système de classification climatique de Köppen, Albion bénéficie d'un climat méditerranéen à étés chauds, abrégé « Csb » sur les cartes climatiques.